# 前310年
| 千纪： | 前1千纪 |
| 世纪： | 前5世纪 \| 前4世纪 \| 前3世纪 |
| 年代： | 前340年代 \| 前330年代 \| 前320年代 \| 前310年代 \| 前300年代 \| 前290年代 \| 前280年代                                                                              |
| 年份： | 前315年 \| 前314年 \| 前313年 \| 前312年 \| 前311年 \| 前310年 \| 前309年 \| 前308年 \| 前307年 \| 前306年 \| 前305年                                                |
| 纪年： | 周赧王五年 魯平公十三年 齊宣王十年 趙武靈王十六年 魏襄王九年 韓襄王二年 秦武王元年 楚懷王十九年 宋康王十九年 衛嗣君二十五年 燕昭王四年 越王無彊三十三年 中山王十八年 |

## 大事记
- 張儀說秦武王曰：「為王計者，東方有變，然後王可以多割得地也。臣聞齊王甚憎臣，臣之所在，齊必伐之。臣願乞其不肖之身以之梁，齊必伐梁，齊、梁交兵而不能相去，王以其間伐韓，入三川，挾天子，案圖籍，此王業也。」王許之。齊宣王果伐梁，梁王恐。張儀曰：「王勿患也。請令齊罷兵。」乃使其捨人之楚，借使謂齊王曰：「甚矣，王之托儀於秦也！」齊王曰：「何故？」楚使者曰：「張儀之去秦也，固與秦王謀矣，欲齊、梁相攻而令秦取三川也。今王果伐梁，是王內罷國而外伐與國，以信儀於秦王也。」齊王乃解兵還。張儀相魏一歲，卒。儀與蘇秦皆以縱橫之術游諸侯，致位富貴，天下爭慕效之。又有魏人公孫衍者，號曰犀首，亦以談說顯名。其餘蘇代、蘇厲、周最、樓緩之徒，紛紜遍於天下，務以辯詐相高，不可勝紀。而儀、秦、衍最著。
- 秦武王使甘茂誅蜀相陳莊。
- 秦武王、魏襄王會於臨晉。
- 趙武靈王納吳廣之女孟姚，有寵，生子趙何。

## 出生
- 阿里斯塔克斯（Aristarchus，約公元前310年- 公元前230年)古希臘天文學家，數學家。

## 逝世
- 鬼谷子(大约)
- 扁鵲(大約)
- 惠施，名家的重要代表人物之一。
- 張儀